# Elasmoterins
Els elasmoterins (Elasmotheriinae) són una subfamília extinta de mamífers perissodàctils de la família dels rinoceronts (Rhinocerotidae) que visqueren a Àsia, Europa i Nord-amèrica des de l'Oligocè inferior fins al Plistocè mitjà, fa entre 129.000 anys i 33,9 milions d'anys. Se n'han trobat restes fòssils al Canadà, els Estats Units, Rússia, el Turkmenistan, Ucraïna i la Xina. La comparació de l'anàlisi d'ADN fragmentari de representants d'aquest grup amb el dels seus parents moderns indica que els llinatges que desembocarien en els elasmoterins i els rinocerotins divergiren en la primera meitat de l'Eocè, fa entre 40 i 50 milions d'anys.